# Perfume de Mulher (1992)
Scent of a Woman (br/pt Perfume de Mulher) é um filme estadunidense de 1992 do gênero drama, produzido e dirigido por Martin Brest que conta a história de um aluno de uma escola preparatória que trabalha como assistente de um oficial do Exército irritado, cego e medicamente aposentado. O filme é um remake do filme italiano de Dino Risi de 1974, Profumo di donna, estrelado por Vittorio Gassman, adaptado por Bo Goldman do roteiro de 1974 de Ruggero Maccari e Dino Risi. Ambos os filmes foram baseados no romance italiano de 1969 Il buio e il miele, de Giovanni Arpino. O filme é estrelado por Al Pacino e Chris O'Donnell, com James Rebhorn, Philip Seymour Hoffman e Gabrielle Anwar. O filme faturou US$63,095,253 nos EUA e US$71 milhões internacionalmente, totalizando US$134,095,253 em todo o mundo.
Al Pacino ganhou o Oscar de Melhor Ator por sua performance e o filme foi indicado para Melhor Diretor, Melhor Filme e Melhor Roteiro Baseado em Material Produzido ou Publicado Anteriormente. O filme ganhou três prêmios importantes no Globo de Ouro: Melhor Roteiro, Melhor Ator e Melhor Filme - Drama.
O filme foi filmado principalmente no estado de Nova York e também na Universidade de Princeton, na Emma Willard School, uma escola feminina para meninas em Troy, Nova York, e na Ethical Culture Fieldston School, em Nova York.
No Brasil, o filme ganhou uma adaptação teatral. Silvio Guindane interpreta o protagonista Fausto, que resolve viajar para Gênova, Roma e Nápoles na companhia de Ciccio, papel de Eduardo Melo e reencontra um grande amor do passado, Sara (Gabriela Duarte e Natália Lage). Saulo Rodrigues completa o elenco. A peça é dirigida por Walter Lima Jr..

## Sinopse
Em busca de realizar um antigo sonho antes de morrer, um militar cego (Al Pacino) contrata um jovem e inexperiente estudante (Chris O'Donnell) para ajudá-lo a passar um fim de semana inesquecível em Nova Iorque.

## Elenco principal
- Al Pacino .... tenente-coronel Frank Slade
- Chris O'Donnell .... Charlie Simms
- James Rebhorn ....  Sr. Trask
- Gabrielle Anwar .... Donna
- Philip Seymour Hoffman .... George Willis, Jr.
- Gene Canfield .... Manny
- Richard Venture .... William "W.R." Slade
- Bradley Whitford .... Randy Slade
- June Squibb .... Sra. Hunsaker
- Frances Conroy .... Christine Downes
- Rochelle Oliver .... Gretchen Slade
- Margaret Eginton .... Gail Slade
- Tom Riis Farrell .... Garry
- Nicholas Sadler .... Harry Havemeyer
- Todd Louiso .... Trent Potter
- Matt Smith .... Jimmy Jameson
- Ron Eldard .... oficial Gore
- Margaret Eginton .... Gail
- Sally Murphy .... Karen Rossi
- Michael Santoro .... Donny Rossi
- Julian e Max Stein .... Willie Rossi
- Alyson e Erika Feldman .... Francine Rossi
- Leonard Gaines .... Freddie Bisco

## Produção
Scent of a Woman foi filmado nos seguintes locais nos EUA.
- Brooklyn, Nova Iorque, Nova Iorque
- Dumbo, Brooklyn, Nova Iorque, Nova Iorque
- Emma Willard School, 285 Pawling Avenue, Troy, Nova Iorque
- Hempstead House, Sands Point Preserve, 95 Middleneck Road, Port Washington, Long Island, estado de Nova Iorque (escola)
- Kaufman Astoria Studios, 3412 36th Street, Astoria, Queens, cidade de Nova Iorque, estado de Nova Iorque (estúdio)
- Long Island, estado de Nova Iorque
- Manhattan, cidade de Nova Iorque, estado de Nova Iorque
- Aeroporto Internacional de Newark, Newark, Nova Jérsei
- cidade de Nova Iorque, estado de Nova Iorque
- Pierre Hotel, Fifth Avenue & 61st Street, Manhattan, cidade de Nova Iorque, estado de Nova Iorque (salão de baile onde Frank e Donna dançam o tango Por una cabeza)
- Port Washington, Long Island, estado de Nova Iorque
- Prince's Bay, Staten Island, cidade de Nova Iorque, estado de Nova Iorque
- Princeton, Nova Jérsei
- Queens, cidade de Nova Iorque, estado de Nova Iorque
- Rockefeller College—Upper Madison Hall, Universidade de Princeton, Princeton, Nova Jérsei
- Staten Island, cidade de Nova Iorque, estado de Nova Iorque
- The Oak Room, The Plaza Hotel, 5th Avenue, Manhattan, cidade de Nova Iorque, estado de Nova Iorque (onde Frank e Charlie jantam)
- Troy, estado de Nova Iorque
- Waldorf-Astoria Hotel, 301 Park Avenue, Manhattan, cidade de Nova Iorque, estado de Nova Iorque

Pacino pesquisou meticulosamente seu papel em Scent of a Woman. Para entender como é ser cego, ele se encontrou com clientes do Associated Blind de Nova York, particularmente interessado em ouvir aqueles que perderam a visão devido a um trauma. Os clientes traçaram toda a progressão para ele - desde o momento em que souberam que nunca mais veriam, a depressão, a aceitação e o ajuste. Lighthouse Guild, também em Nova Iorque, o ensinou técnicas que uma pessoa cega poderia usar para encontrar uma cadeira e se sentar, derramar líquido de uma garrafa e acender um charuto.
O escritor de roteiro de Scent of a Woman, Bo Goldman, disse: "Se há moral no filme, é que, se nos deixarmos abertos e disponíveis para as surpreendentes contradições da vida, encontraremos forças para continuar".

## Recepção
Scent of a Woman possui uma taxa de aprovação de 88% no Rotten Tomatoes, e uma pontuação de 59 em 100 no Metacritic, com base em 14 avaliações de críticos, indicando "críticas mistas".
Pacino ganhou um Oscar de Melhor Ator, o primeiro de sua carreira após quatro indicações anteriores para Melhor Ator, e sua oitava indicação geral.

## Principais prêmios e indicações
Oscar 1993 (EUA)
- Venceu na categoria de melhor ator (Al Pacino).
- Indicado nas categorias de melhor filme, melhor diretor e melhor roteiro adaptado.

Globo de Ouro 1993 (EUA)
- Venceu nas categorias de melhor filme - drama, melhor roteiro e Melhor Ator - Drama (Al Pacino).
- Indicado na categoria de Melhor Ator Coadjuvante (Chris O'Donnell).

BAFTA 1994 (Reino Unido)
- Recebeu uma indicação na categoria de melhor roteiro adaptado.

Prêmio Eddie 1993 (EUA)
- Indicado na categoria de melhor filme.